# Зазивало (фільм)
«Зазивало» (англ. The Barker) — американська мелодрама режисера Джорджа Фіцморіса 1928 року.
Історія звичайного міського зазивали, жебрака, але безжурного, за роль в якій Бетті Компсон, в свій час, була номінували на премію «Оскар» в категорії найкраща жіноча роль.

## У ролях
- Мілтон Сіллс — Ніфті Міллер
- Дороті Макейл — Лу
- Бетті Компсон — Керрі
- Дуглас Фербенкс молодший — Кріс Міллер
- Сільвія Ештон — Ма Бенсон
- Джордж Купер — Гап Спіссель
- С. С. Саймон — полковник Говді